# Компактдиск
Компактдискът (Compact Disc, CD, CD-ROM) е оптичен носител на информация във вид на диск с отвор в центъра, информацията от който се чете C  помощта на лазер. Първоначално компактдискът е бил създаден за цифрово съхранение на звукови записи (т. нар. CD-Digital Audio или CD-DA), обаче в днешно време той широко се използва като устройство за съхранение на данни с широко предназначение (т. нар. CD-ROM). Аудио компактдисковете по формат се различават от компактдисковете с данни и обикновено CD-плейърите могат да възпроизвеждат само тях (на компютър може да се четат и двата вида дискове). Срещат се дискове, съдържащи както аудиоинформация, така и данни – те могат както да се прослушват на CD-плейър, така и да се четат на компютър. С появата на mp3 формата производителите на битови CD-плейъри и музикални уредби започват да ги снабдяват с възможността да четат и mp3-файлове от CD-ROM.
Абревиатурата „CD-ROM“ означава „Compact Disk Read Only Memory“ и означава компактдиск като носител на информация за широка употреба (за разлика от аудио компактдиска, CD). Накратко CD-ROM често се нарича (погрешно) CD-ROM устройството.

## История
Компактдискът е създаден през 1979 г. от компаниите Philips и Sony. В Philips е разработен общият процес на производство, като е използвана тяхната технология Laserdisc. Sony на свой ред работи върху метода за корекция на грешките. През 1982 г. започва масовото производство на компактдискове в завода в Лангенхаген край Хановер в Германия. Значителен принос в популяризирането на компактдисковете внасят Microsoft и Apple Computer. Джон Скали, тогавашният CEO на Apple Computer, през 1987 г. казва, че компактдисковете ще направят революция в света на персоналните компютри.

## Технически подробности
Компактдискът се изработва от поликарбонат с дебелина 1,2 mm, покрит с много тънък слой алуминий (в началото се е използвало злато) със защитно покритие от лак, върху който обикновено се отпечатва етикетът. Затова, въпреки разпространеното мнение за обратното, компактдискът никога не трябва да се поставя обърнат (т.е. с етикета надолу), тъй като отражаващият алуминиев слой, на който именно се съхраняват данните, отдолу е защитен, както беше казано по-горе, с 1,2-милиметров слой от поликарбонат, а отгоре – само с тънък слой лак (5 – 10 µm).
Обикновено компактдискът е с диаметър 12 cm и в първите години на производство е събирал до 650 MB информация (или 74 минути аудиозапис). Впоследствие все по-голямо разпространение получават дискове с обем 700 MB (80 минути аудиозапис). Срещат се и носители с обем 800 мегабайта (90 минути) и даже повече, обаче те може и да не се четат от някои устройства за компактдискове. Съществуват също мини-CD-та с диаметър 8 cm, на които се събират около 140 MB данни или 21 минути аудиозапис, както и CD с форма, напомняща кредитна карта (т. нар. диск-визитка).
Форматът за съхранение на данните на диска, известен като „Червена книга“ („Red Book“ (да не се бърка с Червената книга в обичайния смисъл), е разработен от компанията Philips. В съответствие с този формат на компактдиска може да се записва звук в два канала с 16-битова импулсно-кодова модулация (PCM) и с честота на дискретизация 44,1 kHz. Благодарение на корекцията на грешките с помощта на кода на Рид-Соломон, малки надрасквания не влияят на прочитането на диска. Philips също притежава всички права върху знака „Compact disk digital audio“, който се отпечатва на дисковете.
Информацията се записва на диска във вид на спирална пътечка чрез т. нар. питове (ямички, вдлъбнатини), издълбавани в поликарбонатния слой. Всеки пит е с около 125 nm дълбочина и 500 nm широчина, а дължината му варира от 850 nm до 3,5 µm. Разстоянието между съседните пътечки на спиралата по стандарт се допуска да варира от 1,5 до 1,7 микрона. При аудио CD може да се срещне пълната гама 1,5 – 1,7 µm, докато при 74-минутния CD-R то е 1,6 µm, а при 80 минутния CD-R – 1,5 µm.
Данните от диска се четат с помощта на лазерен лъч с дължина на вълната 780 nm, който минава през поликарбонатния слой, отразява се от алуминиевото покритие и се улавя от фотодиод. Лъчът на лазера образува върху отражателния слой петно с диаметър около 1,5 µm. Тъй като дискът се чете от долната страна, всеки пит изглежда за лазера като възвишение. Местата, където такива възвишения отсъстват, се наричат площадки (land).
За да си представим нагледно отношението между размерите на диска и пита, нека си представим, че компактдискът е голям колкото стадион; тогава питът би бил с размерите примерно на песъчинка.
Светлината от лазера, попаднала на площадка, се отразява и се регистрира от фотодиода. Ако светлината попадне на възвишение, тя претърпява интерференция със светлината, отразена от площадката около възвишението и не се отразява. Този ефект се получава вследствие на факта, че височината на всяко възвишение е равна на една четвърт от дължината на вълната на светлината на лазера, което води до разлика във фазите, равна на половината от дължината на вълната, между светлината, отразена от площадката, и светлината, отразена от възвишението.
Компактдисковете биват „обикновени“ CD (щамповани на производствената линия), за еднократен запис CD-R и за многократен запис CD-RW. Дисковете от последните два типа са предназначени за запис в домашни условия на специални записващи устройства за компактдискове. В някои CD-плейъри и музикални уредби такива дискове може да не се четат (в последно време всички производители на битови музикални уредби и CD-плейъри включват в своите устройства поддръжка на четенето на записваеми дискове).
Скоростта на четене/запис на CD се посочва като кратна на 150 KB/s, т.е. (например) устройство с означена скорост 48х осигурява максимална скорост на четене (или запис) на дисковете, равна на 48 × 150 = 7200 KB/s (7,03 MB/s).

## Формати за съхранение на данни върху CD
CD-ROM Mode 1/CD-ROM Mode 2 (Yellow Book)
Това е стандартният формат за запис на CD с данни. Mode 2 може да бъде form 1 или form 2. При form 1 за данните се заделят 2048 байта с корекция на грешките (използва се за съхранение на данни, където загубата на всеки бит информация може да бъде критично), а при form 2 – 2324 байта данни, без корекция на грешки (използва се за аудио/видео)
CD-ROM XA – Compact Disk Read Only Memory eXtended Architecture
При този формат е възможно да се запише видео сигнал заедно със звуков сигнал и сигнал за звукова синхронизация за получаване на озвучено изображение.
CD-DA (Red Book) Compact Disk Digital Audio (компакт-диск с цифрово аудио)
Това е стандартният формат за запис на музикални CD.
CD-I (Green Book) Compact Disk Interactive (Интерактивно CD, предназначено за използване в специално устройство за възпроизвеждане на CD-I)
Този формат на Philips позволява на носителя да бъдат записани звук, картинки, видео с ниско качество, данни. Този носител може да бъде възпроизведен само на предназначеното за него устройство, имащо изход за уредба и телевизор.
CD-Extra (Blue Book)
Това са тъй-наречените мултимедийни CD, които съдържат определено количество музикални композиции, а след това данни. Записаните по този начин носители могат да бъдат просвирени в домашна музикална уредба, без да бъдат прочитани данните.
Photo-CD
Формат на фирмата Kodak, предназначен за архивиране на фотоси, които могат да се разглеждат с помощта на специално устройство на телевизора.
CD-G – CD Graphics
Формат за запис на audio CD с допълнителна текстова информация, например за Karaoke.
CD-Text
Формат на Philips за кодиране на текстова и графична допълнителна информация към музикални CD, който позволява на дисплея на уредбата да се изписва информация за автора на композицията, името на песента и т.н.
Video CD (White Book)
Формат за запис на носители с компресирано видео, при което върху стандартно CD с обем от 650 MB могат да бъдат записани по-големи по обем данни за сметка на по-малко код за корекция на грешки.
CD-Bridge
Този формат служи за осигуряване на съвместимост за четене на дискове CD XA и CD I, за което на него се записва необходимата служебна информация за съдържанието на CD и за двата формата.
CD-RFS
Разработен от Sony формат на пакетен запис.

## Защита срещу копиране
Спецификацията на компактдисковете не предвижда никакъв механизъм за защита срещу копиране – дисковете може свободно да се размножават и възпроизвеждат. Обаче от 2002 г. насам различни звукозаписни компании започнаха да предприемат опити да създадат компактдиск, защитен срещу копиране. Същността на почти всички методи се свежда до нарочно внасяне на грешки в данните, записвани на диска, и то така, че на домашен CD-плейър или музикална уредба дискът да се чете, но на компютър – не. В резултат се получава „игра на котка с мишка“: такива дискове се четат далеч не на всички битови плейъри, а на някои компютри се четат, появява се програмно осигуряване, позволяващо да се копират даже защитени дискове и т. н. Звукозаписната индустрия обаче не се предава и продължава да пробва все нови и нови методи.
Philips заяви, че на подобни дискове, несъответстващи на спецификациите на „Червената Книга“, се забранява да се поставя знакът „Compact disk digital audio“.

## Процес на запис на потребителска информация
Обикновените компактдискове (CD с предварителен запис) се щамповат в заводите с помощта на никелова матрица с гравирана на нея рисунка на питовете, с която се пресова пластмасовата подложка на диска. Никеловата матрица се изработва чрез галванично копиране на т.нар. стъклен мастердиск. Стъкленият мастердиск се изработва чрез експониране с помощта на специално лазерно записващо устройство върху светочувствителен слой, нанесен върху стъклена подложка.
Съществуват и дискове, предназначени за запис в домашни условия: CD-R (Compact Disk Recordable) за еднократен запис, и CD-RW (Compact Disk ReWritable) – за многократен. Те се записват с помощта на CD-R/CD-RW устройства, монтирани на персонален компютър.

## Обем на съхранените данни
| Тип      | Продължителност, минути | Брой сектори | Макс. размер CD-DA, байта | Макс. размер CD-DA, MiB | Макс. размер на данните, байта | Макс. размер на данните, MiB |
| -------- | ----------------------- | ------------ | ------------------------- | ----------------------- | ------------------------------ | ---------------------------- |
|          | 21                      | 94 500       | 222 264 000               | 212,0                   | 193 536 000                    | 184,6                        |
|          | 63                      | 283 500      | 666 792 000               | 635,9                   | 580 608 000                    | 553,7                        |
| „650 MB“ | 74                      | 333 000      | 783 216 000               | 746,9                   | 681 984 000                    | 650,3                        |
| „700 MB“ | 80                      | 360 000      | 846 720 000               | 807,4                   | 737 280 000                    | 703,1                        |
|          | 90                      | 405 000      | 952 560 000               | 908,4                   | 829 440 000                    | 791,0                        |
|          | 99                      | 445 500      | 1 047 816 000             | 999,3                   | 912 384 000                    | 870,1                        |

## Срок на годност
Оптичната технология предлага добра надеждност, но тя не е еднаква при всички видове носители. Фабрично щампованите компактдискове използват алуминий като отражателна повърхност и имат най-дълъг живот.
Според експеримент на Йерун Хорлингс (Jeroen Horlings), редактор в нидерландското списание „PC Active“, 10% от записваемите дискове (CD-R) е невъзможно да бъдат прочетени след две години правилно съхранение. Причината от една страна е в различния химически състав на оцветителите, чиято отражателна способност трябва да може да се промени в процеса на запис, но също се променя в процеса на стареене. От друга страна голямо значение има технологията на производство и спазването на определени качествени критерии. За повече подробности вижте CD-R.
Презаписваемите дискове (CD-RW) е невъзможно да бъдат записвани след определен брой цикли презапис (обикновено 1000 цикъла според производителите). Възможността да бъдат записвани повторно ги прави най-уязвими към стареене.

## Сравнение с други технологии
В сравнение с последвалите го усъвършенствани технологии CD има най-голям размер на питовете (широчина (w) и дължина (l)) и най-малка плътност на записа, определена от отстоянието между пътечките (p), и размера на питовете. Диаметърът и дължината на вълната на записващия/четящия лазерен лъч са означени съответно с (⌀) и (λ).